# Empresa militar privada

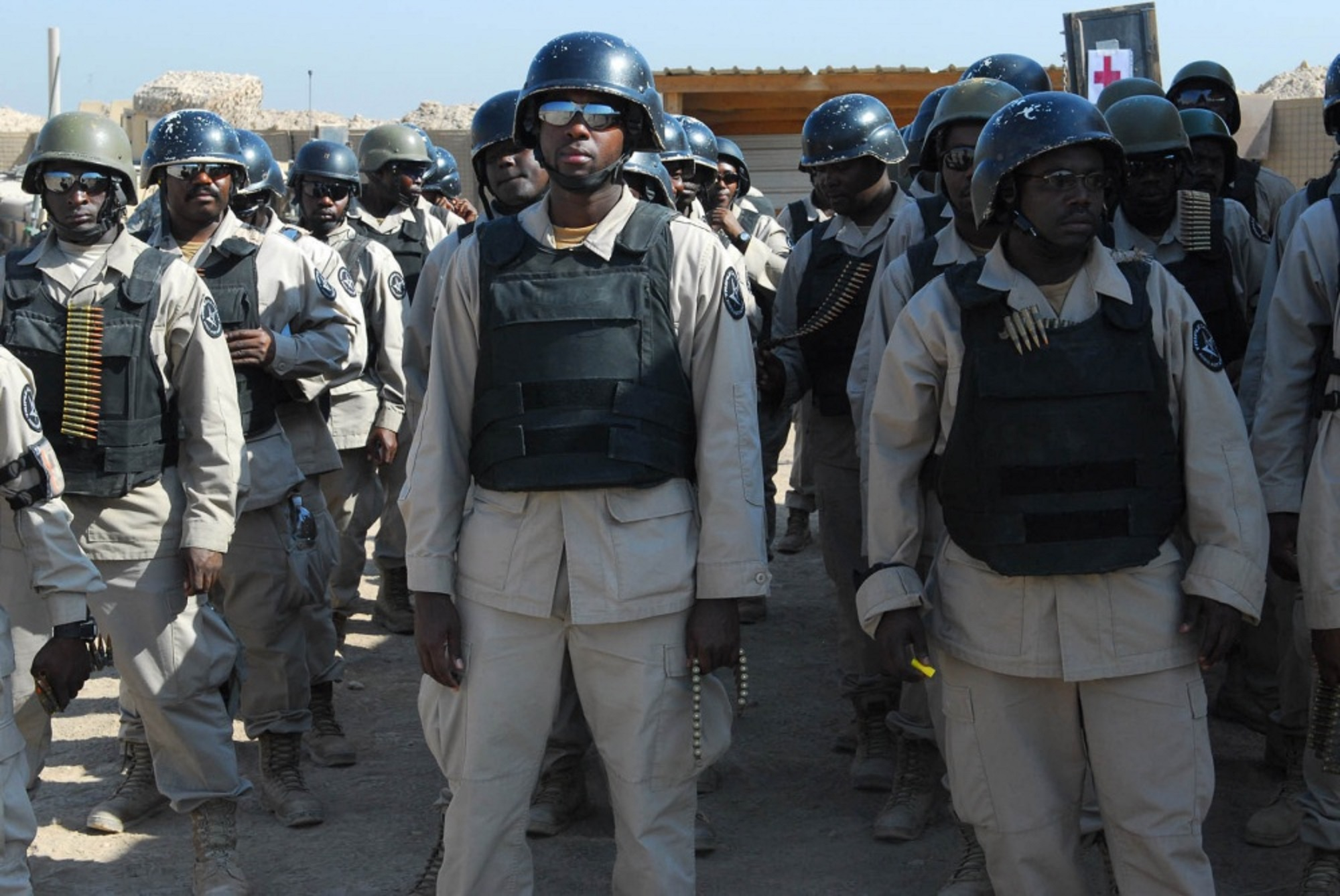
Empregados da empresa militar privada Triple Canopy em um treinamento

Empresas militares privadas ou empresas de prestação de serviços de segurança (em inglês, private military company, sigla PMC ou private military and security company, sigla PMSC) aquelas que oferecem aconselhamento ou serviços de natureza militar, sendo também classificadas ou definidos como mercenárias ("soldados de aluguel"). Muitas dessas empresas são também conhecidas como empresas privadas de segurança, empresas militares privadas, companhias militares privadas, prestadores de serviços militares e mais genericamente, indústria militar privada.
Os serviços e conhecimentos oferecidos por PMCs são normalmente semelhantes aos de militares ou policiais das forças governamentais, na maioria das vezes em uma escala menor. Empresas militares privadas muitas vezes fornecem serviços para treinar ou complementar forças armadas oficiais a serviço dos governos. Elas também podem ser contratadas por outras empresas privadas, para fornecer guarda-costas para funcionários-chave ou para proteger instalações dessas empresas, especialmente em territórios hostis.  A contratação de mercenários é proibida por convenções internacionais, razão pela qual as PMC tentam diferenciar suas atividades do puro mercenarismo. Mas, quando usam força ofensiva em uma zona de guerra, essas empresas podem efetivamente ser consideradas como combatentes ilegais (mercenários), pois, segundo a Convenção internacional contra o recrutamento, uso, financiamento e treinamento de mercenários (1989), mercenário é aquele que participa diretamente de hostilidades ou de ato concertado de violência.

## Conceito

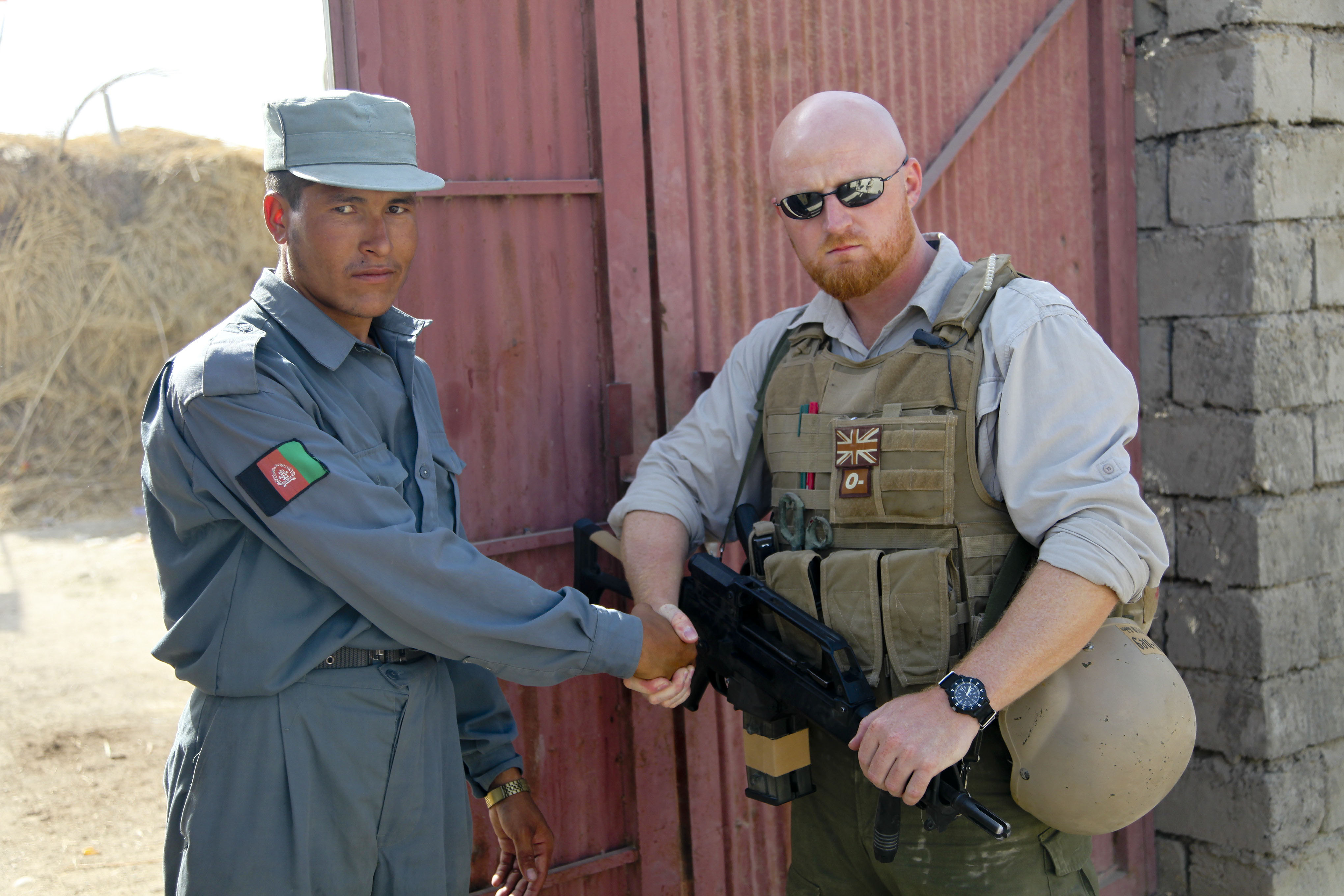
PMC Britânico com um oficial do Exército Nacional do Afeganistão

Em outubro de 2007, um estudo realizado ao longo de dois anos e publicado pelas Nações Unidas concluiu que, embora contratados como guardas de segurança, os contratistas privados estavam cumprindo funções militares. Muitos países, incluindo os Estados Unidos e o Reino Unido, não são signatários da convenção que proíbe a contratação de mercenários. Entretanto, um porta-voz da missão dos EUA no escritório da ONU em Genebra (UNOG) declarou: "A acusação de que os guardas de segurança, de qualquer nacionalidade, contratados pelo governo dos Estados Unidos, são mercenários é inexata e humilhante para os homens e mulheres que diariamente colocam suas vidas em risco para proteger pessoas e instalações".
Segundo a Cruz Vermelha, desde o início da década de 1990, mais e mais funções que costumavam ser efetuadas pelo aparato militar e de segurança dos Estados foram repassadas para essas empresas, que, entre outras atividades, operam no apoio logístico ao deslocamento de soldados e a operações militares, na manutenção de sistemas de armamentos, na proteção das instalações, na proteção especial a indivíduos, no treinamento de militares e de forças policiais no próprio país e no exterior, na obtenção e análise de informações de inteligência, na custódia e  interrogatório de prisioneiros e, às vezes, participam nos combates. Essa evolução também suscita questões acerca da proteção das pessoas que trabalham para essas empresas, do ponto de vista do Direito Internacional Humanitário. Nem sempre é claro se essas pessoas devem ser consideradas como civis ou combatentes, e essa distinção é fundamental, tanto do ponto de vista legal como nas operações humanitárias.
As empresas militares privadas estão presentes em países como Iraque e Afeganistão, prestando serviços de escolta e treinamento. Na Colômbia, contratados dessas empresas pilotam aviões e helicópteros que localizam e destroem cultivos de coca. A maioria dos contratados e das empresas desse tipo é originária dos Estados Unidos, operando mediante licença outorgada por seu governo.
As empresas militares privadas movimentam mais de USD 100 bilhões por ano. Segundo um estudo de 2008, realizado pelo Gabinete do Diretor da Inteligência Nacional dos EUA, os contratados privados totalizam mais de 29% das pessoas empregadas na Comunidade de Inteligência dos Estados Unidos e custam o equivalente a 49% do seu orçamento.
O debate sobre a atuação destas empresas geralmente se alterna entre a visão de que estas significariam o enfraquecimento do Estado nacional ou a perda de seu Monopólio da Violência e a visão geopolítica, que vê nessas empresas uma espécie de adaptação, por parte de alguns países, que as utilizariam para poderem se projetar militarmente no exterior por vias clandestinas mas não necessariamente ilegais, sem violar as leis internacionais, causar complicações com o seu eleitorado doméstico (que resiste em ver seus soldados envolvidos em guerras no exterior) ou ainda, atritos com outros países.

## Atuação no Iraque

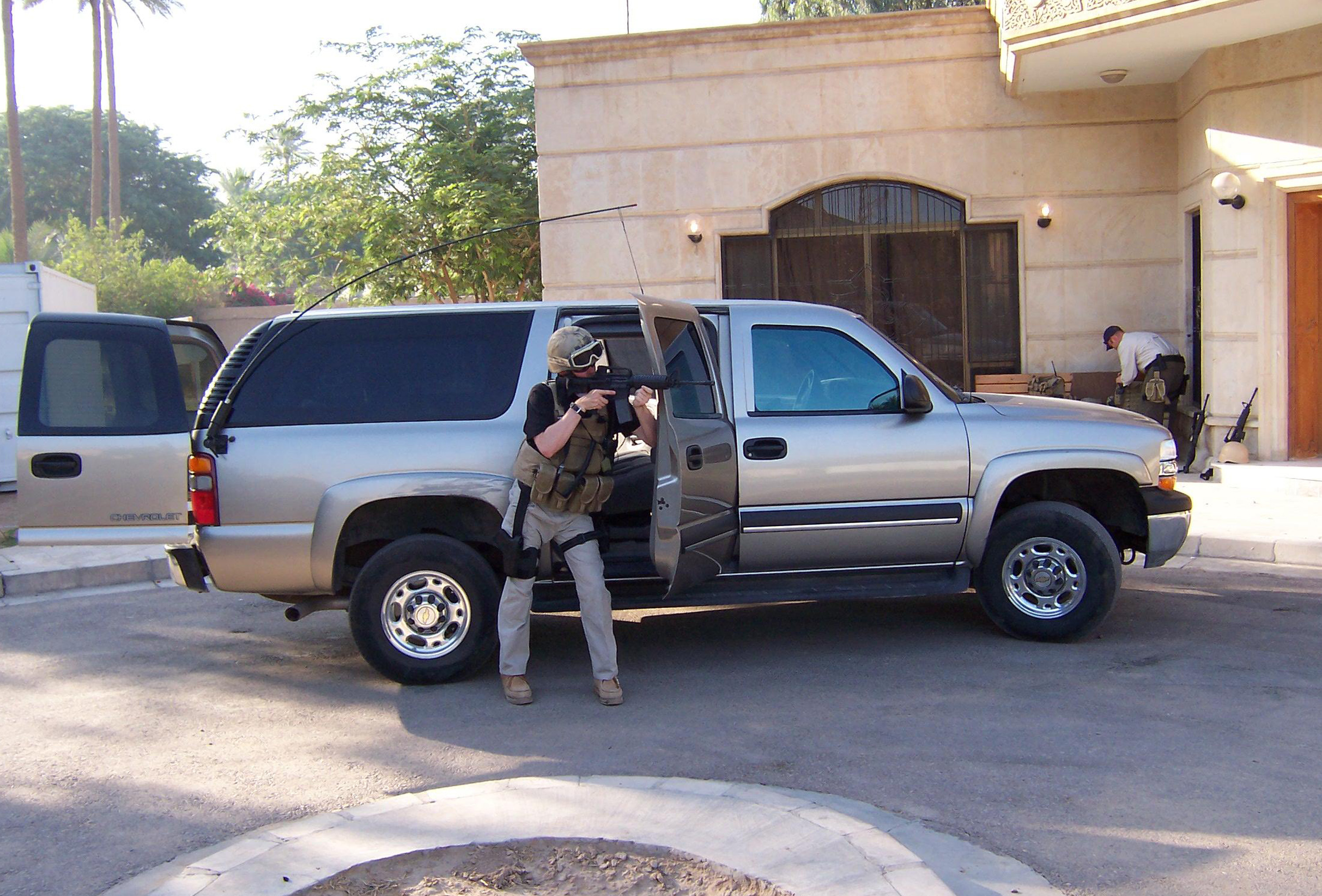
Segurança privado de uma PMC na Zona Verde, Bagdá

Em dezembro de 2006, no Iraque, foi estimado em pelo menos 100 mil pessoas o contingente de contratados trabalhando diretamente para o Departamento de Defesa dos Estados Unidos, ou seja, dez vezes o número estimado de contratados para atuar na Guerra do Golfo (1990-1991). A prevalência de PMCs levou à fundação do grupo setorial Private Security Company Association of Iraq, PSCAI (Associação de Companhias de Segurança Privada do Iraque). A questão da responsabilidade, especialmente no caso dos contratados que portavam armas, era um assunto delicado, no Iraque. As leis iraquianas não admitem prorrogar a permanência dessas empresas no país.
O então Secretário de Defesa , Donald Rumsfeld, justificou o uso de PMCs no Iraque considerando que eles eram mais baratos, eficazes e úteis no solo. Ele também informou que essas empresas não estavam sujeitos ao Uniform Code of Military Justice (Código Unificado da Justiça Militar), UCMJ, que é a base legal do direito militar dos Estados Unidos.
Em junho de 2004, dois dias antes de deixar o Iraque, Paul Bremer, administrador da Coalition Provisional Authority (Autoridade Provisória da Coalizão), CPA, responsável pelo governo do Iraque ocupado, assinou a "Order 17" (Ordem 17), que concedia imunidade, em relação às leis iraquianas, a todos os norte-americanos associados à CPA e ao governo dos EUA. Um relatório de julho de 2007 do Congressional Research Service americano informa que, até então, o governo iraquiano ainda não tinha autoridade sobre empresas de segurança privada contratadas pelo governo dos Estados Unidos.
Nos Estados Unidos, o Uniform Code of Military Justice foi alterado em 2006, a fim de permitir o julgamento de empregados de empresas militares privadas que participarem de "guerra declarada ou operação de contingência".
As PMCs ofereciam todo o apoio às bases militares americanas no Golfo - desde a operação de cantinas e refeitórios até os serviços de segurança. Forneciam guardas armados em uma base dos EUA no Qatar e usavam munição real para treinar soldados em Camp Doha, no Kuwait. Elas mantinham uma grande variedade de sistemas de armamentos vitais para a invasão do Iraque. Também forneciam guarda-costas para os VIPs, instalações de guarda e escoltas para os comboios de abastecimento provenientes do Kuwait. Todos esses recursos eram constantemente solicitados. 
- Empregados das empresas militares CACI e Titan Corp.  estiveram envolvidos no escândalo da prisão de Abu Ghraib, em 2003 e 2004. O exército dos Estados Unidos "descobriu que contratados estavam envolvidos em 36 % dos casos de violações provados em Abu Ghraib e identificou seis contratados como sendo virtualmente culpados ", embora nenhum deles tenha sido processado - diferentemente dos militares das Forças Armadas dos Estados Unidos.[17]
- Em 31 de março de 2004, quatro contratados americanos ligados à empresa Blackwater USA foram mortos a tiros por insurgentes, em Faluja, a oeste de Bagdá, quando acompanhavam, em dois carros, um comboio de três caminhões sem carga. Os dois carros foram queimados. Os corpos foram retirados de dentro dos veículos e arrastados pelas ruas por uma pequena multidão furiosa, que, afinal, pendurou o que restou dos cadáveres numa ponte sobre o rio Eufrates . Diferentemente do que ocorre quando morrem militares, não há relatos oficiais sobre as circunstâncias da morte de seguranças civis. As famílias processaram a Blackwater, alegando que houve falhas na segurança dos funcionários. Blackwater negou as alegações e afirmou que o contrato de trabalho proibia os empregados ou seus herdeiros de processar a empresa.[18][19]

## Atuação em outros países

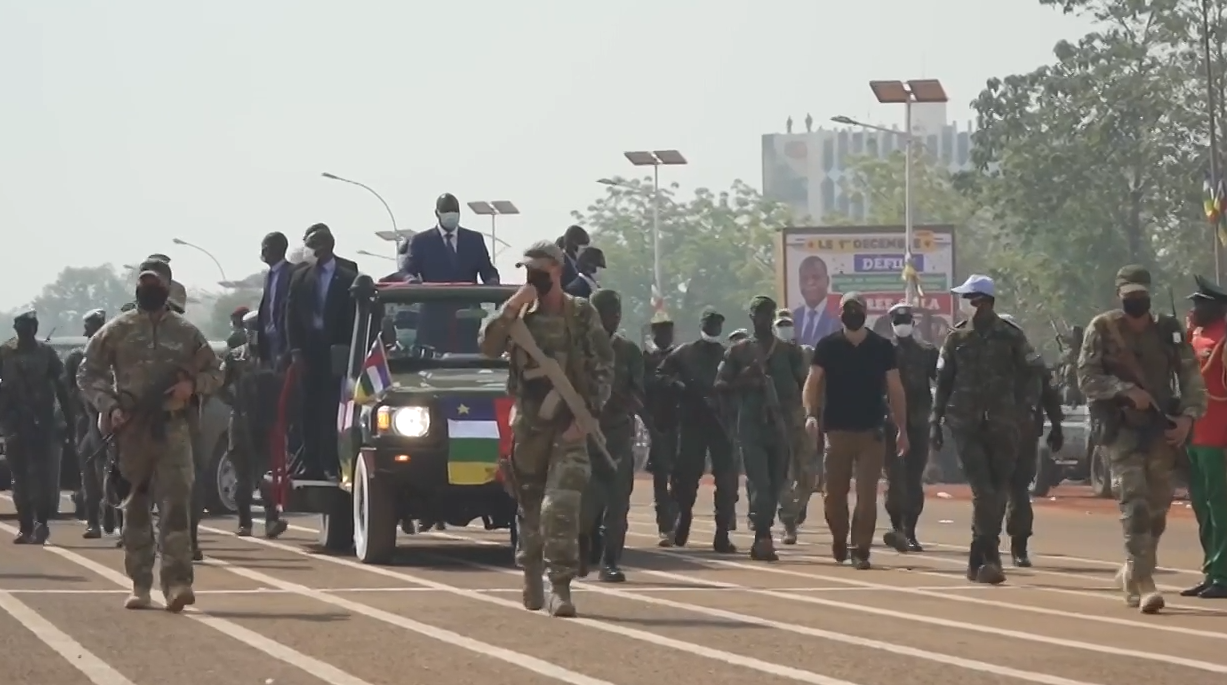
Mercenários russos do Grupo Wagner fornecer segurança para o Presidente da República Centro-Africana Faustin-Archange Touadéra

Em 1994 e 1995 a empresa militar sul-africana Executive Outcomes (EO) esteve envolvida em duas ações na África. No primeiro conflito, a EO lutou em nome do governo angolano contra a UNITA, depois que um acordo de paz, intermediado pela ONU, foi quebrado. Na segunda ação, a EO foi encarregada de conter a Revolutionary United Front (Frente Revolucionária Unida), um movimento de guerrilha da Serra Leoa. Ambas as missões envolveram o pessoal da empresa treinando 4 000 a 5 000 integrantes das tropas de combate do governo angolano e retomando o controle das minas de diamantes, além de forçar uma negociação de paz em Serra Leoa.
Em 1999, um incidente envolvendo a empresa militar americana DynCorp na Bósnia foi seguido de ação judicial,  baseada na Lei de Combate a Organizações Corruptas e Influenciadas pelo Crime Organizado (Racketeer Influenced and Corrupt Organizations Act, RICO), contra funcionários da DynCorp estacionados na Bósnia. Foi alegado que: "funcionários e supervisores da DynCorp apresentavam um comportamento perverso, ilegal e desumano e   comprando ilegalmente mulheres, armas, passaportes falsos, além de participarem de outros atos imorais".
Em 2000, o programa de assuntos internacionais da Australian Broadcasting Corporation ABC Television,  "Foreign Correspondent"  transmitiu uma reportagem especial "Sierra Leone: Soldiers of Fortune", abordando as façanhas do piloto sul-africano Neall Ellis e seu helicóptero MI-24 Hind. A reportagem também investigou as falhas da Força de Paz das Nações Unidas e o envolvimento de mercenários (ou 'militares contratados') na prestação de apoio vital a operações da ONU e a operações militares britânicas especiais em Serra Leoa, entre 1999 e 2000.